# Museo de Badalona

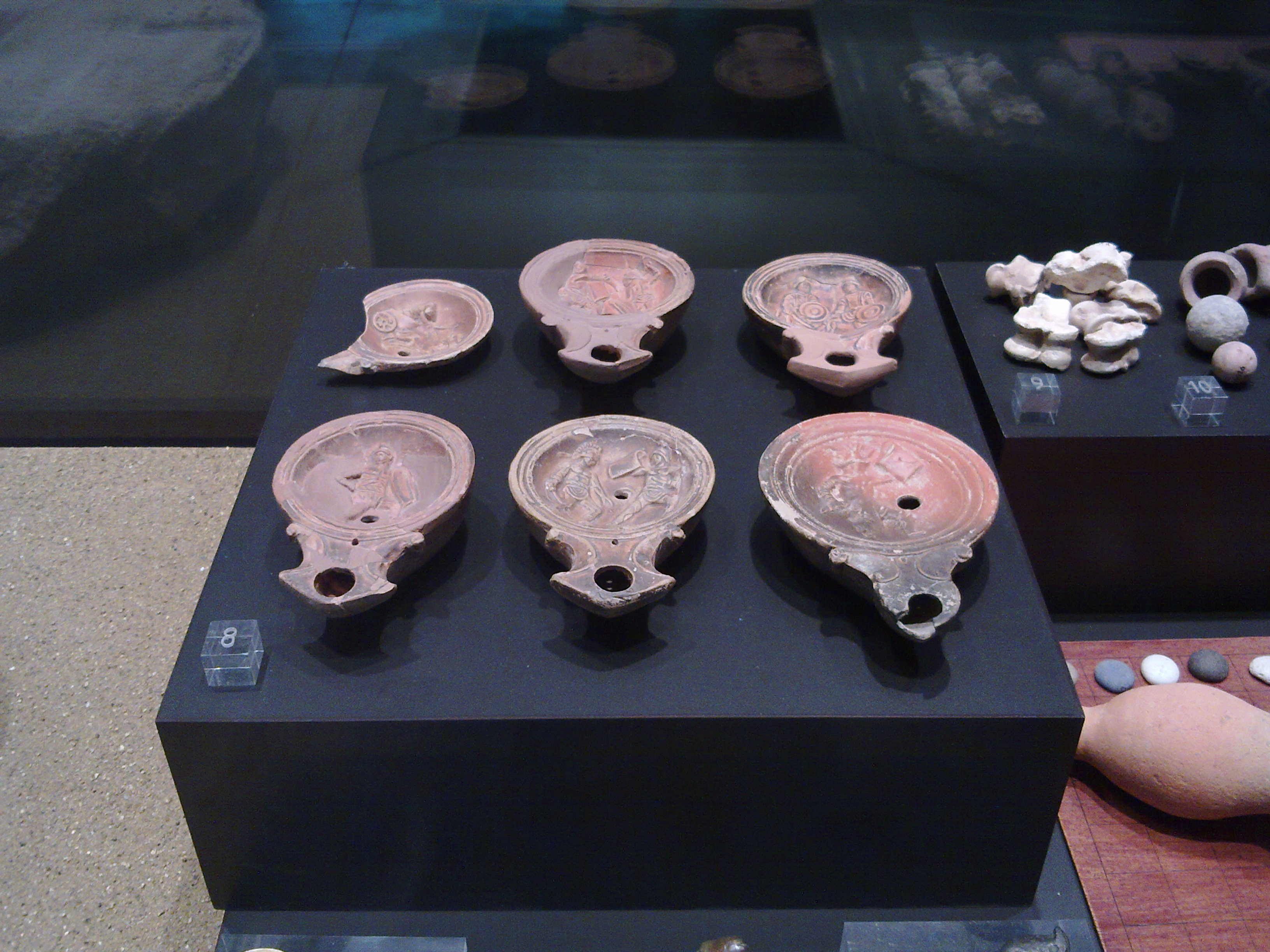
Antiguas lámparas de aceite romanas.

En el Museo de Badalona, fue creado en el año 1955 a raíz del descubrimiento de unas termas romanas, por parte del arqueólogo e historiador badalonés, Josep M. Cuyàs i Tolosa. El actual edificio, construido para proteger los restos arqueológicos, no fue inaugurado hasta el año 1966. Se pueden visitar los restos de la ciudad romana de Baetulo, en el subsuelo del edificio, donde están las termas, parte de una calle y un conjunto de tiendas, y la planta baja donde hay una exposición permanente que explica los primeros hábitats testimoniados en Badalona (prehistoria, Edad del Hierro y cultura ibérica) y la historia y características de la Baetulo romana, con piezas muy destacadas (los quicios, la Venus de Badalona, la Tabula hospitalis).
Además, el Museo dispone de un fondo muy rico de materiales arqueológicos procedentes de las excavaciones que lleva a cabo, y también conserva una gran variedad de objetos de otras épocas (de arte, de la vida cotidiana, de oficios , industriales, etc.) que testimonian la historia de la ciudad.
Igualmente está abierto a la consulta pública el Archivo de Imágenes (fotografías y audiovisuales) y el Archivo Histórico, custodiado por el Museo, que conserva la documentación municipal hasta el año 1945 y archivos de otras procedencias (empresas, entidades y particulares de Badalona).